# Jakob Nielsen (journalist, født 1971)
 Der er flere personer med dette navn, se Jakob Nielsen.
Jakob Nielsen (født 1971) er en dansk journalist, der siden 2017 har været ansvarshavende chefredaktør for Altinget.dk.
Jakob Nielsen har arbejdet som journalist siden 1998, og arbejdede i mange år ved Politiken som korrespondent i Bruxelles og USA samt som politisk redaktør, indlandsredaktør.
I 2015 blev han redaktionschef af Politikens netavis, politiken.dk efter Karl Erik Stougaard.
I maj 2017 tiltrådte han stillingen som ansvarshavende chefredaktør for Altinget.dk.
Nielsen har udgivet biografierne Helle for magten om Helle Thorning-Schmidt i 2007 og Outze i krig. Med skrivemaskinen som våben fra i 2008. Den sidste med Erik Lund som medforfatter.